# Saint-Étienne-de-l'Olm
Saint-Étienne-de-l'Olm é uma comuna francesa na região administrativa de Occitânia, no departamento de Gard. Estende-se por uma área de 4,18 km². Em 2010 a comuna tinha 410 habitantes (densidade: 98,1 hab./km²).